# Manitoba farkas
A Manitoba farkas (Canis lupus griseoalbus), a szürke farkas (Canis lupus) észak-amerikai alfaja.
Az alfajt Sir John Richardson skót természettudós és sebész katalogizálta a 19. század elején, a rendszertani nevét pedig az amerikai ornitológus, ichtiológus és herpetológus Spencer Fullerton Bairdtől kapta 1858-ban.
A manitoba farkast sok specialista nem ismerte el a szürke farkas külön alfajának, amely Kanada Manitoba tartományán kívül állítólag  Albertában, Saskatchewanben, Newfoundlanden, valamint az Északnyugati területeken él, és főleg rénszarvasal táplálkozik. 
Sokan manitoba farkasnak vélték a nagyméretű, szürke és fehér színű Hudson Bay-i farkasokat is.
1995-ben a Yellowstone Nemzeti Parkban és környékén manitoba farkasokat tartottak fogságban és tenyésztettek.Ez nem csak a környéken, hanem Colorado államban is közfelháborodáshoz vezetett, mert a tenyésztett példányok jóval nagyobbak, mint a keleti (kanadai) erdei farkasok (Canis lupus lycaon), amelyeknek ez a természetes élőhelyük.

## Fordítás
- Ez a szócikk részben vagy egészben  a   Manitoba Wolf című angol Wikipédia-szócikk fordításán alapul.  Az eredeti cikk szerkesztőit annak laptörténete sorolja fel. Ez a jelzés csupán a megfogalmazás eredetét és a szerzői jogokat jelzi, nem szolgál a cikkben szereplő információk forrásmegjelöléseként.